# Biophilia
För den biologiska termen, se Biophiliahypotesen.
Biophilia är det sjunde studioalbumet av den isländska sångerskan och musikern Björk, utgivet 10 oktober 2011 på One Little Indian. Inspelningen påbörjades 2008 och bland låtskrivare gästar bland andra Björks kollegor Sjón och Mark Bell. Det markerar ett över fyra år långt uppehåll sedan utgivningen av hennes senaste studioalbum, Volta, från 2007.
Delar av albumet spelades in med en Ipad, och förutom fysisk utgivning på CD har albumet givits ut i form av en serie mobila appar. Biophilia är således världens "första appalbum" i samarbete med Apple. Björk har beskrivit projektet som en multimedial samling; "omfattar musik, appar, internet, installationer och liveshower". Material från albumet debuterade under en serie konserter som hölls sommaren 2011 vid Manchester International Festival.
Första singeln från albumet, "Crystalline", släpptes den 18 juni 2011. En musikvideo till låten spelades in den 26 maj i regi av Michel Gondry.  Den andra singeln "Cosmogony" släpptes kort därefter.

## Bakgrund

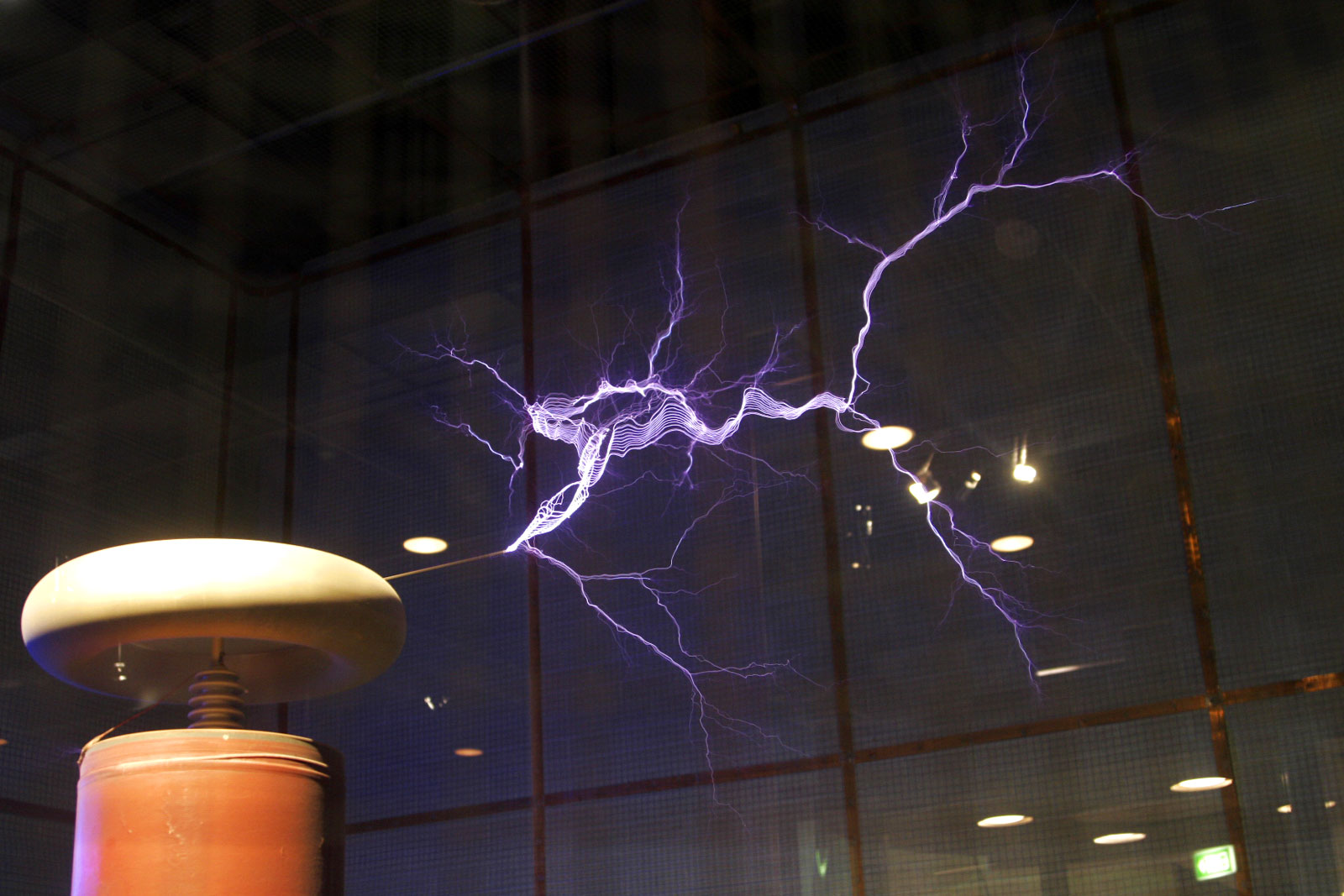
Teslaspolen används som musikinstrument på låten "Thunderbolt".

Biophilia är ett av Björks mest ambitiösa musikprojekt, vars koncept började som en samling låtar om frågor kring natur, vetenskap och mänsklighetens relation till de båda. Inför albumet gjorde Björk efterforskningar inom astrofysik, strängteori, neurologi, biologi och andra områden där vetenskap och musik möts. Därutöver ville hon även få människor att utforska insidan av musiken och slutligen samarbeta med den, varför "speciella" instrument har framtagits för albumet. Exempelvis används teslaspolen som musikinstrument på låten "Thunderbolt".
På Biophilia beskriver vare låt ett fenomen som Björk har kopplat ihop med en musikalisk struktur eller tillgång. Exempelvis har "Moon" en annorlunda musikcirkel som upprepas igenom låten. "Thunderbolt" innehåller arpeggio, inspirerade av tidssträckan mellan det att ljuset kan ses och blixten kan höras. I "Solstice" gör kontrapunkten referenser till Jorden och andra planeters omloppsbanor, och pendlarna som används i låten är en hyllning till Foucaults pendel.

## Utgivning
Preliminärt utgivningsdatum för Biophilia var tidigare 27 september 2011, vilket enligt Björk fördröjdes på grund av strul med att få alla låtar att passa ihop. Björk tillkännagav fördröjningen på hennes webbplats den 14 september.

## Låtlista
Alla låtar är baserad på ett eller två fenomenen som står inom parentes.
| Nr  | Titel                                    | Kompositör                   | Producent    | Längd |
| --- | ---------------------------------------- | ---------------------------- | ------------ | ----- |
| 1.  | Moon (Månfas, musikcirklar)              | Björk, Damian Taylor         | Björk        | 5:45  |
| 2.  | Thunderbolt (Blixtar, arpeggio)          | Björk, Oddný Eir Ævarsdóttir | Björk,       | 5:15  |
| 3.  | Crystalline (Struktur)                   | Björk                        | Björk, 16bit | 5:08  |
| 4.  | Cosmogony (Sfärernas harmoni, balans)    | Björk, Sjón                  | Björk        | 5:00  |
| 5.  | Dark Matter (Skalor)                     | Björk, Mark Bell             | Björk        | 3:22  |
| 6.  | Hollow (DNA, rytm)                       | Björk                        | Björk        | 5:49  |
| 7.  | Virus (Generativ musik)                  | Björk, Sjón                  | Björk        | 5:26  |
| 8.  | Sacrifice (Man och natur, notation)      | Björk                        | Björk        | 4:02  |
| 9.  | Mutual Core (Tektoniska plattor, ackord) | Björk                        | Björk        | 5:06  |
| 10. | Solstice (Gravitation, kontrapunkt)      | Björk, Sjón                  | Björk        | 4:41  |

| 11. | Hollow (original 7-minute version) | Björk            | 7:07 |
| 12. | Dark Matter (with Choir & Organ)   | Björk, Mark Bell | 3:25 |
| 13. | Náttúra                            | Björk            | 3:50 |
| 14. | The Comet Song (Endast Japan)      | Björk, Sjón      | 2:23 |

| 1.  | Thunderbolt           | Björk, Oddný Eir Ævarsdóttir | 5:28 |
| 2.  | Moon                  | Björk, Damian Taylor         | 6:22 |
| 3.  | Crystalline           | Björk                        | 5:26 |
| 4.  | Hollow                | Björk                        | 6:06 |
| 5.  | Dark Matter           | Björk, Mark Bell             | 3:21 |
| 6.  | Hidden Place          | Björk                        | 5:52 |
| 7.  | Mouth's Cradle        | Björk                        | 4:31 |
| 8.  | Virus                 | Björk, Sjón                  | 5:47 |
| 9.  | Sonnets/Unrealites XI | Björk, E. E. Cummings        | 2:29 |
| 10. | Where Is the Line     | Björk                        | 4:58 |
| 11. | Mutual Core           | Björk                        | 5:19 |
| 12. | Cosmogony             | Björk, Sjón                  | 5:24 |
| 13. | Solstice              | Björk, Sjón                  | 4:41 |
| 14. | One Day               | Björk                        | 5:27 |
| 15. | Náttúra               | Björk                        | 2:54 |

## Medverkande
Musiker
- Björk - sång, produktion, konceptet med de nya instrumenten
- Harpa Jóhannsdóttir, Jessica Buzbee, Li Ming Yeung, Sigrún Jónsdóttir - trombon
- Ragnhildur Gunnarsdóttir, Valdís Þorkelsdóttir - trumpet
- Brynja Guðmundsdóttir - tuba
- Bergrún Snæbjörnsdóttir, Erla Axelsdóttir, Lilja Valdimarsdóttir, Særun Ósk Pálmadóttir - valthorn

Produktion
- 1–2, 4–10 mixade av Björk; 1, 6–10 mixade av Damian Taylor; 4 mixad av Mandy Parnell; 4, 10 mixade av Addi 800 och Curver
- Mandy Parnell - mastering
- M/M (Paris) - omslag
- Inez van Lamsweerde & Vinoodh Matadin - fotografi